# Bothriothorax wichmani
Bothriothorax wichmani är en stekelart som beskrevs av Charles Ferrière 1956. Bothriothorax wichmani ingår i släktet Bothriothorax, och familjen sköldlussteklar. Arten är reproducerande i Sverige.